# Кузнецов, Василий Васильевич (музыкант)
Васи́лий Васи́льевич Кузнецо́в (10 декабря 1886, Нарва — 28 января 1969, там же) — российский тромбонист и музыкальный педагог, артист оркестра Мариинского театра (впоследствии театра оперы и балета имени Кирова), преподаватель Ленинградской консерватории, заслуженный артист РСФСР.

## Биография
Василий Кузнецов получил музыкальное образование в музыкальной школе Балтийского флота под руководством Петра Волкова в 1901—1905 годах. С 1913 по 1960 год он был артистом оркестра Мариинского театра (впоследствии театра оперы и балета имени Кирова). В 1940 году ему было присвоено почётное звание заслуженный артист РСФСР. С 1946 по 1960 год Кузнецов преподавал в Ленинградской консерватории.

## Творчество
Народный артист РСФСР дирижёр Сергей Ельцин дал Василию Кузнецову следующую характеристику: 
Как солист-тромбонист Кузнецов представлял собой редкостное явление артиста-виртуоза. Его исполнение всегда было на высоком художественном уровне, доставляло радость слушателям эмоциональной насыщенностью, глубоким пониманием авторского замысла.
.

Также Ельцин отмечал ансамблевое мастерство музыканта и его важную роль в группе тромбонов Кировского театра (в состав которого помимо Кузнецова входили его учитель Пётр Волков, Евгений Рейхе и тубист Пётр Петров). По его мнению, 
За долголетнюю творческую жизнь Кузнецов своим мастерством и приверженностью традициям классической оркестровой школы Направника оказал большое влияние на формирование современного исполнительского стиля.
.